# 小渕健太郎
小渕 健太郎（こぶち けんたろう、1977年3月13日 - ）は、宮崎県宮崎市出身のミュージシャン・シンガーソングライター・作詞家・作曲家。コブクロのメンバーであり、ボーカル・ギターを担当している。愛称は「コビィ」・「主任」・「こぶちん」など。血液型O型。身長168cm。既婚。

## 概要
コブクロの楽曲の大半を作詞・作曲しており、特にシングルやアルバムに収録された楽曲のうち黒田が作詞・作曲した12曲（2018年現在）を除く全ての曲において、小渕が作詞・作曲に関わっている（「桜」など共作も幾つか存在するが、大半が小渕の単独作品）。

## 来歴
- 1977年、宮崎県宮崎市にて2人姉弟の長男として生まれる。実家が日本民謡を教えていた影響もあり、幼い頃から音楽に興味を持ち始める。
- 1989年4月、宮崎市立宮崎中学校に入学。

- 中学時代（1989年4月～1992年3月）は水泳部に所属。
- 1992年4月、宮崎県立宮崎工業高等学校電子科（現・電子情報科）に入学。
- 高校時代（1992年4月～1995年3月）はバドミントン部に入部するも1年で退部。その後、ギターを持ち、あちこちのバンドを掛け持ちして文化祭やライブに出ていた。
- 高校卒業後は洋服を作る職人になりたいと思い、その糸口になればと服飾関係の専門学校を志願するが、親に反対されて断念。
- 1995年4月、サニックスに入社し、研修後は、貝塚営業所へ配属。
- 1997年冬（20歳の時）、中学時代の同級生で、高校時代から交際を続けていた女性と結婚する。
- 1998年、主任に昇格するとともに堺支店へ転勤。サラリーマンの傍ら、ストリートライブも始める。そんな時、路上で現在の相方である黒田俊介の声に惹かれ出会う。黒田にオリジナル曲は作らないのかと聞かれ、仕事の移動の合間に制作し、完成した曲を黒田にプレゼントしたが、あまりにも黒田のギター演奏がお粗末だった為、成り行きで小渕がギターを担当。その初めて2人でセッションした曲が「桜」である。

以降、音楽活動の来歴についてはコブクロ#略歴を参照。
- 2008年12月9日、長女・長男の双子が生まれる。
- 2011年8月28日、発声時頸部ジストニアにより、コブクロの活動を当面の間休養することを発表する。
- 2012年4月5日、コブクロの活動を再開。
- 2013年9月18日、初のソロ作品となる企画版ツマビクウタゴエ 〜Kobukuro songs, acoustic guitar instrumentals〜を発売。
- 2022年4月27日、2度目のソロ作品であるツマビクウタゴエ2を発売。

## エピソード

### 音楽関連
ギターは小学校5年の時に始めた。きっかけは、ユニコーン（当時）のギタリスト奥田民生に憧れたこと。また親交がある布袋寅泰にも憧れており、ストリートでライブをやる前にアルバムをよく聞いていたという。初めて弾いた曲は、父親がよく弾いていたという「酒は涙か溜息か」。
黒田と共にMr.Childrenのファンでもある。その他にも小渕自身は、WHAT's IN?誌2008年2月号にてBUMP OF CHICKENの曲が好きと語っている。

### 母親の死
18歳のときに母親を亡くしており、「遠くで・・」と｢忘れてはいけないもの｣と「蕾」は、その母親の死をテーマにした曲である。2007年に「蕾」で日本レコード大賞を受賞した際「この賞をまずどなたに伝えたいですか?」という質問に「今日は、母親の事を歌ったと言ったのですが、なんか（母が）一緒に歌っていた気持ちがすごく強かったので、きっと一緒にこの賞を受け取ってくれてるんじゃないかなと思います」と答えた。

### プライベート
音楽活動専念の為、会社に退職を申し出た際、当時は自分の父親と同世代の多くの部下を抱えており、会議室に閉じ込められ8時間もかけて説得されたという。
サラリーマン時代の経験は、現在のトークに活かされている。
また非常に人当たりのよい人物で、黒田と対照的に芸能界内外問わず多くの友人がいる。
2011年後半からの休養を機に自動車免許を取得。
好きな食べ物は卵かけご飯である。

### 大阪マラソン
活動休止中、マラソンを始めたらハマってしまい、活動休止明けの2012年から大阪マラソンでチャリティーランナーとしてフルマラソンを走っている。
初マラソンは2012年11月25日の第2回大阪マラソンで、3時間47分45秒で完走した。
2015年の第5回大阪マラソンでは自己ベストを更新し、3時間40分26秒で完走し、4年連続の完走となった。
また、その縁で、大阪マラソンの公式テーマソング「42.195km」を提供するに至った。 
さらに、2019年から大阪マラソンのコース変更に伴い、2度目の公式テーマソング「大阪SOUL」を提供。
2022年時点で7回挑戦し、7回とも完走している。

### その他
レコチョクが行う、「結婚したいアーティスト男性部門」2008年～2013年で1位に輝いた。但し、上述した通り、2008年当時の時点で本人は既婚である。
名前を知らない一般人からは「コブクロの小さいほう」と呼ばれる事が多いが、実際の身長は168cmと成人男性の平均より若干低い程度に過ぎず、小さいと言われるほどではない。相方の黒田が193cmの長身であるために、相対的に小さく見えているだけである。絵を描くことが得意で、アーティストグッズやツアーTシャツのデザイン、イラストも手がけている。
福岡ソフトバンクホークスの武田翔太投手と遠縁の親戚である。

## ディスコグラフィー

### アルバム
| 枚  | リリース日    | タイトル                                                           | 最高位 |
| --- | ------------- | ------------------------------------------------------------------ | ------ |
| 1st | 2013年9月18日 | ツマビクウタゴエ 〜Kobukuro songs, acoustic guitar instrumentals〜 | 4位    |
| 2nd | 2022年4月27日 | ツマビクウタゴエ2                                                  | 5位    |

## 使用機材
アコースティックギター
- Collings D2H
- Fender American Acoustasonic Telecaster
- Gibson J-45M（Mは三木楽器のオーダーであることを意味する）
- Gibson J-200M WINE RED（Mは三木楽器のオーダーであることを意味する）
- Gibson Humming bird（レコーディング用・ノンピックアップモデル）
- Gibson Humming bird（ライヴ用・ピックアップ搭載モデル）
- Gibosn DOVE（ダブルピックガード）
- Gibson L-C/Century （1938年製）
- Gibson L-48
- Goodall Grand Concert
- Greco ZEMAITIS GZA3000/12st
- IKKO MASADA GUITARS MODEL A （2009年製）
- Martin D-18 Authentic
- Martin D-28 （1939年製）
- Martin D-41 （1970年代製）
- Martin D-42 （2002年製）
- Martin D-45 （1974年製）
- Martin D-45 （1980年製）
- Martin D-45 Koa
- Martin D12-20 （1973年製）
- Martin OM Negative（『蕾』と『遠くで・・』のみで使用）
- Martin CTM GPC42K2
- McPherson  MG-5.0XP
- RainSong DR1000 （ピックガードは小渕の手作り）
- Seagull Entourage Rustic
- Seagull Natural Elements Dreadnaught SG
- Simon & Patrick guitar
- Takamine NPT-012BS
- Takamine （12strings）
- Taylor 810 （複数本所有）
- Taylor GSST （2000年製）
- Taylor GA8 （ピックガードは小渕の手作り）（2006年製）
- Taylor KENTARO KOBUCHI SIGNATURE MODEL K-52 SPECIAL EDITION GA8e （ピックガードはTAYLOR社純正の「小渕健太郎シグネチャーモデル」）
- Taylor KENTARO KOBUCHI SIGNATURE MODEL K-52 BLACK SPECIAL EDITION GS6e
- William Luskin "IMAGIN FOUR JOHNS"

エレクトリックギター
- All Cocobolo Telecaster Full Scratch （山崎ギター工房製による小渕健太郎フルオーダーメイドギター）
- Duesenberg DTV Starplayer TV
- Fender Storatocaster （1962年製）
- Fender Storatocaster （1963年製）
- Fender Japan Storatocaster
- Fender Custom Telecaster MBS61RTLC BLK YS07
- Fender USA American Standard Telecaster
- Fender Jeff Beck Tribute Telecaster Esquire
- Fender JAGUAR '62 Candy Apple Red Matching Head
- Fender LIMITED WASTED YOUTH TELECASTER
- FERNANDES TE-HT CONCRETE
- FERNANDES ZO3 HT
- Gibson Buckethead Signature Les Paul Alpine White
- Gibson Les Paul Special Aged Historic Reissue(Bare Knuckle Pickups The Mule)
- Gibson Les Paul Axcess
- Gibson Les Paul Reissue 1957 Gold Top Aged
- Gibson Les Paul Reissue 1959（2005年製）
- Gibson Les Paul Reissue 1959 Silky Maple Green（2007年製）
- Gretsch 6130
- James Tyler Studio Elite HD
- Joe Barden Storato Guitars JBS-V1
- Rickenbacker 370/12V67
- ZEMAITIS S22 ST CHESS（Bare Knuckle Pickups The Mule/Nailbomb）

クラシックギター
- Antonio Sanchez EG-1
- Breedlove Bossa Nova
- Bernabe
- Gibson Chet Atlins Studio CE
- Paulino Bernabe P.B. Especial 2000
- YAMAHA APX-6NA

ピックアップ
- 2009年 Gibson Les Paul Histric Reissueのフロント&リアにBare Knuckle Pickups The Muleに変更。
- 2009年 ZEMAITISのフロントにBare Knuckle Pickups The Mule、リアにBare Knuckle Pickups Nailbombに変更。
- All Cocoboloのピックアップはgrinning dog LET IT BEを搭載。

三線
- 「大樹の影」のレコーディングに必要であった為、ネット検索で見つけた豪徳寺の和楽器店で購入したもの。チューニングは特に決まっていないが、「大樹の影」では「C,F,C」に合わせて使用している。2006年のツアー“NAMELESS WORLD”で「大樹の影」を披露したときは、フレットの代わりにシールを貼っていた。

ピック
- JIM DUNLOP Tortex Triangle STD Orange 0.60mm（For Acoustic Guitars）
- JIM DUNLOP Tortex Triangle STD Yellow 0.73mm（For Electric Guitars）

## 楽曲提供等

### プロデュース
竹仲絵里「サヨナラ サヨナラ」
夏川りみ「さようなら ありがとう ～天の風（アマノカゼ）～」
みつき「大切なもの」
「ひとつだけ」
「青い風」
PV・ジャケットのプロデュースも行なっている。
石川さゆり「春夏秋冬」
Ms.OOJA「Way You Are」
大地真央「チケット」

### 作詞・作曲・編曲
渡辺美里「YOU ～新しい場所～」（作詞・作曲）　2002.04.24　シングル「YOU ～新しい場所～/花 ～このぼくで生きてゆく～」収録
「MUSIC FLOWER」（作詞・作曲）　2005.11.23　アルバム「Sing and Roses〜歌とバラの日々〜」収録
矢野真紀「大好きだったんだよ」（作詞・作曲）　2005.05.25　アルバム「いい風」収録
夏川りみ「さようなら ありがとう」（作詞・作曲）　2005.11.02　シングル「さようなら ありがとう」収録
「さようなら ありがとう ～天の風（アマノカゼ）～」（作詞・作曲・編曲）　2006.8.23　シングル　「さようなら ありがとう 〜天の風〜/未来」収録
竹仲絵里「サヨナラ サヨナラ」（共作詞・共作曲・編曲）　2006.01.25　シングル「サヨナラ サヨナラ/gerbera」収録
大野実「泣きたいあなたへ」（作詞）
みつき「大切なもの」（作詞・作曲・編曲）　2007.06.20　シングル「大切なもの」収録
「ひとつだけ」（編曲）　2007.06.20　シングル「大切なもの」収録
「青い風」（作詞・作曲・編曲）　2007.06.20　シングル「大切なもの」収録
馬場俊英「スタートライン～新しい風」（共編曲）　2007.07.25　シングル「スタートライン 4SONGS」収録
「三つ葉のクローバー」（共作詞・共作曲・共編曲）　2013.05.15　アルバム「ALL TIME BEST 1996‐2013 〜ロードショーのあのメロディ」
「風に吹かれて」（共作詞・共作曲）
「心の中へと」（共作詞・共作曲）
「茜日和」（共作詞・共作曲）
「風の中のエバーグリーン」（作曲）
布袋寅泰「風の銀河へ」（作詞）　2009.02.18　アルバム『GUITARHYTHM V』収録
「Aquarium」（作詞）　2017.10.25　アルバム『Paradox』収録
「Soul to Soul feat.コブクロ」（共作詞）　2020.11.25　アルバム『Soul to Soul』収録
石川さゆり「春夏秋冬」（作詞・作曲・編曲）　2017.06.21　シングル『春夏秋冬』収録
古澤剛「天の川」（共作詞・共作曲・編曲）　2018.03.14　シングル『キミノチカラ/天の川』収録
「Hey Brother!」（共作詞・共作曲・編曲）　2018.07.04　アルバム『夢で会いましょう』収録
Ms.OOJA「WAY YOU ARE」（作詞・作曲・編曲）　2019.08.07　アルバム『Shine』収録
野口五郎「光の道」（作詞・作曲・編曲）　2020.05.06　配信シングル『光の道』。
大地真央「チケット」（作詞・作曲・編曲）　2024.12.25　配信リリース

### 参加
松浦善博「Hey Hey What do ya say?」（ギター・コーラス）　2006.07.05　アルバム「Slidin'＆Slippin'」収録
みつき「大切なもの」（ギター・コーラス）
「ひとつだけ」（ギター・コーラス）
「青い風」（ギター・コーラス・ブルースハープ）
布袋寅泰「風の銀河へ」（コーラス）
「8 BEATのシルエット」（コーラス）　2016.04.06　シングル『8 BEATのシルエット』収録
「Still Dreamin'」（コーラス）2022.02.01 アルバム「Still Dreamin'」収録
「Do you wanna dance?」（コーラス）2022.02.01 アルバム「Still Dreamin'」収録
「Let's Go」（コーラス）2022.02.01 アルバム「Still Dreamin'」収録
「Starlight」（コーラス）2022.02.01 アルバム「Still Dreamin'」収録
「オペラ」（コーラス）2022.02.01 アルバム「Still Dreamin'」収録
「理由」（コーラス）2022.02.01 アルバム「Still Dreamin'」収録
「Rock&Soul Music」（コーラス）2022.02.01 アルバム「Still Dreamin'」収録
「世界は夢を見ている」（コーラス）2022.02.01 アルバム「Still Dreamin'」収録
石川さゆり「春夏秋冬」（コーラス）
Ms.OOJA「WAY YOU ARE」（ギター・コーラス・フィンガースナップ）

## 受賞歴
個人としての受賞のみ。コブクロとしての受賞は該当項目を参照。
- 第50回宮崎日日新聞賞『特別賞』（2014年）[3]

## シグネチャーモデル
Taylorより、自身の使用してるGA8のオリジナルピックガードを参考に、シグネチャーモデルが発売される事が決定した。
詳細は追ってホームページ上に掲載される予定。
機種はオリジナルとほぼ同じGA8とデザインは同一の価格面でリーズナブルな214eを選べるが、限定生産なので購入する場合は早めの購入を推奨する。
販売は山野楽器にて販売され、受付販売となる。